# Basic Channel

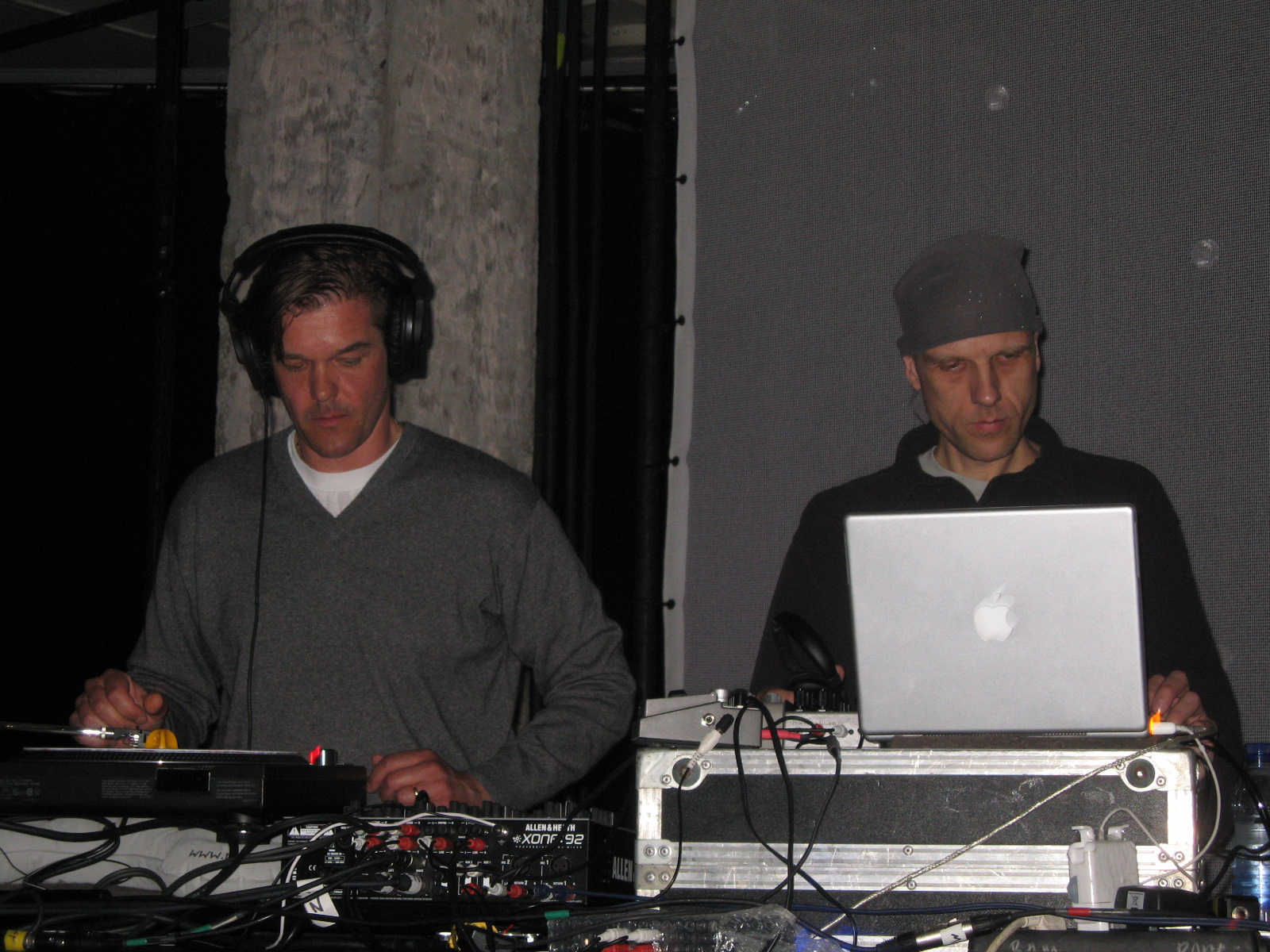
Moritz von Oswald och Mark Ernestus under ett liveframträdande som Rhythm & Sound.

Basic Channel är en tysk techno-duo bestående av Moritz von Oswald och Mark Ernestus. Duon började göra musik ihop 1993. De driver även skivbolaget Rhythm & Sound ihop.